# Generation Handball
Generation Handball er et årligt håndboldstævne der har været afholdt i Viborg siden 2014.
I 2019 deltog 202 ungdomshold og 28 seniorhold fra 19 forskellige nationer. Der blev også spillet 27 træningskampe med professionelle hold.